# 全异碘泡虫
全异碘泡虫（学名：Myxobolus disparoides）为碘泡科碘泡虫属的动物。分布于俄罗斯以及湖南等，营寄生生活，寄生在鲩的中肠。